# Alto Paraíso
Alto Paraíso és un municipi brasiler de l'estat de Rondônia.

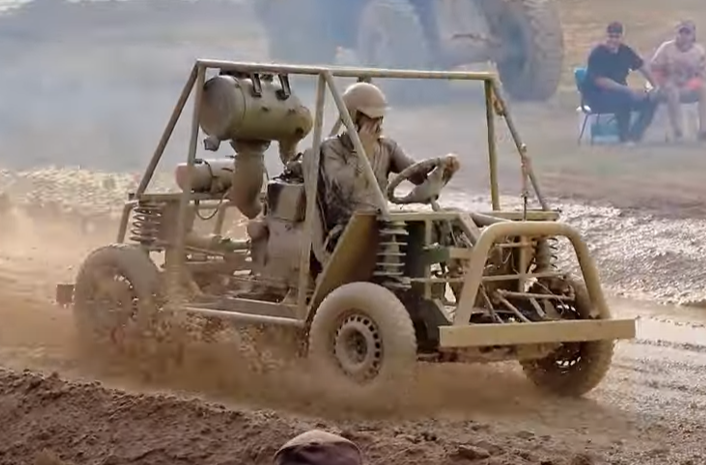
Cursa de jericós

Sorgí com a nucli urbà de recolzament rural (NUAR) del projecte d'assentament Marechal Dutra. Els primers colonitzadors de la zona van pujar un turó i hi van descobrir un paisatge exuberant i indescriptible que els feia l'efecte de ser el paradís. D'ací hauria sorgit el seu nom. És a una latitud 09º42'47" sud i a una longitud 63º19'15" oest. La seua població segons el cens de 2022 era de 16.320 habitants. Se la coneix com la capital del jericó, pel gran nombre d'aquest tipus de vehicle a la regió. Anualment hi ha la tradicional cursa de "jericós". Les activitats econòmiques que hi predominen són la producció de café, ramaderia i indústria de la fusta; té una xarxa d'aproximadament 1.200 km de rutes rurals, i una àrea de 2.658 km².